# Al-Taawon Club (VAE)
Der al-Taawoun Club (arabisch نادي التعاون, DMG Nādī t-Taʿāwun) ist ein Sportklub aus den Vereinigten Arabischen Emiraten mit Sitz in der Siedlung al-Jeer.

## Geschichte
Der Klub wurde im Jahr 1999 gegründet. Bereits schon in der Spielzeit 2013/14 spielte der Klub in der zweitklassigen First Division. Nachdem man dort die Klasse halten konnte, trat die Mannschaft jedoch in der Spielzeit 2015/16 aus unbekannten Gründen nicht an und stieg so automatisch ab. Zum Abschluss der Spielzeit 2017/18 stieg der Klub aus der drittklassigen Second Division aber sofort wieder in die First Division auf. Dort kann man bisher die Klasse auch halten. Seit einigen Jahren nimmt der Klub auch an Austragungen des President’s Cup teil.